# マイロ・ヴィンティミリア
マイロ・アンソニー・ヴィンティミリア（Milo Anthony Ventimiglia, 1977年7月8日 - ）は、アメリカ合衆国の俳優。身長175cm。マイロ・ヴェンティミリアと表記されることもある。
イタリア語の性なので、（この性はアメリカ人だからとか、英語圏だから違う発音になることはない）発音は「ヴェンティミリア」([ventiˈmiʎʎa])になる。名の「マイロ」はイタリア語での発音は「ミロ」である。ヴィンティミリアという表記と発音は最初から間違っている。日本に紹介されていた当時の翻訳者や通訳の過ちと思われる。
テレビドラマ『ギルモア・ガールズ』のジェス・マリアーノや、『HEROES/ヒーローズ』のピーター・ペトレリ役、『THIS IS US/ディス・イズ・アス』のジャック・ピアソン役で知られている。

## 生い立ち
カリフォルニア州オレンジ郡アナハイムにて、生まれる。二人の姉レズリーとローレルがいる。父親のピーターはイタリア及びシチリアの、母親のキャロルはイングランド・スコットランドの血を引く。
名字のヴィンテミリアはイタリア・リグーリア州の地名ヴェンティミーリアに由来する。
生まれた時に顔面の神経が傷つけられてしまったことにより、顔の左半分、特に口元に麻痺が残っている。
高校卒業後、American Conservatory Theaterのサマープログラムで演技を学び、カリフォルニア大学ロサンゼルス校で英文学を学び、1995年卒業。

## キャリア
1995年にテレビシリーズ'The Fresh Prince of Bel-Air』でデビュー。いくつかのテレビシリーズのゲスト出演を経て、2001年から2003年まで出演した『ギルモア・ガールズ』でローリーアレクシス・ブレデルの恋人役として注目を集める。
2006年公開の『ロッキー・ザ・ファイナル』では、ロッキーの息子役ロバートを演じた。また同年放送開始のテレビシリーズ『HEROES/ヒーローズ』のメインキャラクター、ピーター・ペトレリ役で出演している。
俳優以外の活動としては、2005年にDivide Picturesというプロダクションを設立。

## 私生活

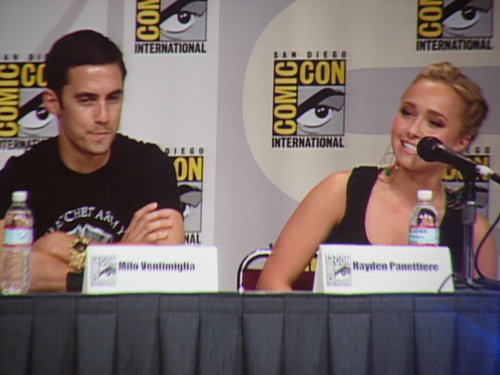
マイロ・ヴィンティミリアとヘイデン・パネッティーア

2002年12月から2006年7月まで『ギルモア・ガールズ』で共演したアレクシス・ブレデルと交際。2007年12月からは『HEROES/ヒーローズ』で共演しているヘイデン・パネッティーアと交際していた（この時二人は「Heylo」（ヘイロ）と呼ばれていた）が、2009年2月に破局。女優・俳優では、『HEROES』で彼の兄役エイドリアン・パスダーとは親友であり、同じく『HEROES』で競演したクリスティン・ベル、他にはソフィア・ブッシュ、ウィルマー・バルデラマなどとも仲がよい。
幼少期からベジタリアンで、動物愛護団体が選ぶ「セクシーなベジタリアン」に選ばれる。また、非喫煙者で酒類も飲まない。現在はロサンゼルスに住み、スケートボーディングやスノーボードが趣味。好きなバンドはThe Strokes、Deftones、A Tribe Called Quest、The Hivesである。バイクは、Harley-Davidson fat-bob(fxdf)を所有。

## 主な出演作品

### 映画
| 公開年 | 日本語題 原題                                                                    | 役名                                               | 備考 |
| ------ | -------------------------------------------------------------------------------- | -------------------------------------------------- | ---- |
| 1999   | シーズ・オール・ザット She's All That                                            | サッカー選手                                       |      |
| 1999   | スピードウェイ・ジャンキー Speedway Junky                                        | トラヴィス                                         |      |
| 2006   | DEATH GAME デスゲーム Stay Alive                                                 | ローミス                                           |      |
| 2006   | ロッキー・ザ・ファイナル Rocky Balboa                                            | ロバート・バルボア・ジュニア（ロッキー・ジュニア） |      |
| 2008   | ドクターズ・ハイ Pathology                                                       | テッド・グレイ                                     |      |
| 2009   | アーマード 武装地帯 Armored                                                      | エクハート                                         |      |
| 2009   | GAMER Gamer                                                                      | リック                                             |      |
| 2011   | ディヴァイド The Divide                                                          | ジョシュ                                           |      |
| 2012   | 俺のムスコ That's My Boy                                                         | チャド                                             |      |
| 2012   | ビジター Static                                                                  | ジョナサン                                         |      |
| 2013   | キリングゲーム Killing Season                                                    | クリス・フォード                                   |      |
| 2013   | アダルトボーイズ遊遊白書 Grown Ups 2                                             | マイロ                                             |      |
| 2014   | グレース・オブ・モナコ 公妃の切り札 Grace of Monaco                              | ルパート・アレン                                   |      |
| 2015   | ワイルドカード Wild Card                                                         | ダニー・デマルコ                                   |      |
| 2017   | サンディ・ウェクスラー Sandy Wexler                                              | バリー                                             |      |
| 2017   | アブダクション Devil’s Gate                                                      | ジャクソン・プリチャード                           |      |
| 2018   | クリード 炎の宿敵 Creed II                                                       | ロバート・バルボア・ジュニア                       |      |
| 2018   | セカンド・アクト Second Act                                                      | トレイ                                             |      |
| 2019   | エンツォ レーサーになりたかった犬と ある家族の物語 The Art of Racing in the Rain | デニー・スウィフト                                 |      |
| 2024   | ランド・オブ・バッド Land of Bad                                                 | シュガー                                           |      |
| 2026   | I Can Only Imagine 2                                                             | Tim Timmons                                        |      |

### テレビシリーズ
| 放映年    | 日本語題 原題                                                              | 役名                        | 備考                                 |
| --------- | -------------------------------------------------------------------------- | --------------------------- | ------------------------------------ |
| 2000      | Opposite Sex                                                               | ジェド・ペリー              | 計8話                                |
| 2000      | CSI:科学捜査班 CSI: Crime Scene Investigation                              | ボビー・テイラー            | 第1シーズン第5話「血しぶきの謎」     |
| 2001-2006 | ギルモア・ガールズ Gilmore Girls                                           | ジェス・マリアーノ          | 計37話                               |
| 2003      | ボストン・パブリック Boston Public                                         | ジェイク                    | 計4話                                |
| 2003      | LAW & ORDER:性犯罪特捜班 Law & Order: Special Victims Unit                 | リー・ヒーリー              | 第5シーズン第11話「ベンソンの約束」  |
| 2004-2005 | American Dreams                                                            | クリス・ピアース            | 計12話                               |
| 2006      | The Bedford Diaries                                                        | リチャード・ソーン3世       | 計8話                                |
| 2006-2010 | HEROES/ヒーローズ Heroes                                                   | ピーター・ペトレリ          | 計70話                               |
| 2013      | チョーズン: 選択の行方 Chosen                                              | イアン・ミッチェル          | メイン（計11話）、製作総指揮（全話） |
| 2015      | GOTHAM/ゴッサム Gotham                                                     | ジェイソン・レノン / オーガ | 計3話                                |
| 2015      | 見えない訪問者 〜ザ・ウィスパーズ〜 The Whispers                           | ショーン・ベニガン          | 計13話                               |
| 2016      | ギルモア・ガールズ: イヤー・イン・ライフ Gilmore Girls: A Year in the Life | ジェス・マリアーノ          | 計2話出演                            |
| 2016-2022 | THIS IS US/ディス・イズ・アス This Is Us                                   | ジャック・ピアソン          | メイン および監督も務める            |
| 2022-2023 | マーベラス・ミセス・メイゼル The Marvelous Mrs. Maisel                     | シルヴィオ                  | 計2話出演                            |
| 2023      | The Company You Keep                                                       | Charlie Nicoletti           | メイン 兼製作総指揮                  |